# Villeneuve-Lécussan
Villeneuve-Lécussan é uma comuna francesa na região administrativa de Occitânia, no departamento de Alta Garona. Estende-se por uma área de 16,1 km². Em 2010 a comuna tinha 561 habitantes (densidade: 34,8 hab./km²).